# Martin Kushev
Martin Kushev - em búlgaro, Мартин Кушев (Troyan, 25 de agosto de 1973) é um ex-futebolista búlgaro.

## Carreira por clubes

### Na Bulgária
Em seu país, Kushev jogou por dois dos três clubes de futebol de Sófia (Slavia - onde fez sucesso por três passagens - e Levski). Também teve passagens por Yantra Gabrovo, Lokomotiv Dryanovo, Spartak Varna e Litex Lovech.

### Alemanha
Kushev teve uma curta passagem pelo futebol alemão entre 1999 e 2000. Ele atuou pelo Saarbrücken em 27 partidas, marcando doze gols.

### Rússia

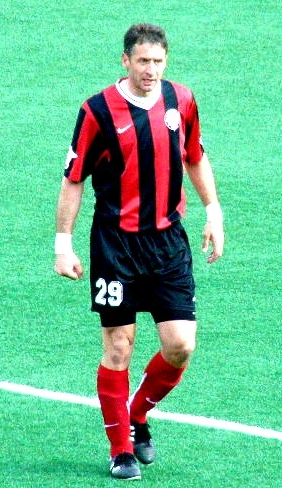
Kushev durante jogo do Amkar, clube onde se destacou por cinco anos.

Kushev se destacou também na Rússia, onde atuou pelo Shinnik Yaroslavl e, principalmente, pelo Amkar Perm, onde é tratado como ídolo pela torcida. Em cinco anos vestindo a camisa vermelha e preta dos Krasno-chernye, disputou 134 partidas e marcou 35 gols.

## Final de carreira
Em 2010, com o contrato vigente com o Amkar encerrado, Kushev voltou à Bulgária para defender o Slavia Sófia. No entanto, foram apenas cinco meses de contrato. Kushev deixou de jogar após a Supercopa da Bulgária, e a aposentadoria foi em grande estilo: o Slavia bateu o SCKA Sófia por 2 a 0.
A despedida definitiva de Kushev como jogador foi em julho, em amistoso contra o Apollon Limassol do Chipre. Foram dez minutos em campo, tempo suficiente para ele ser homenageado pela torcida.

## Seleção Búlgara
Em 2007, aos 34 anos, Kushev disputou uma partida pela Seleção da Bulgária, contra Luxemburgo.

## Carreira de treinador

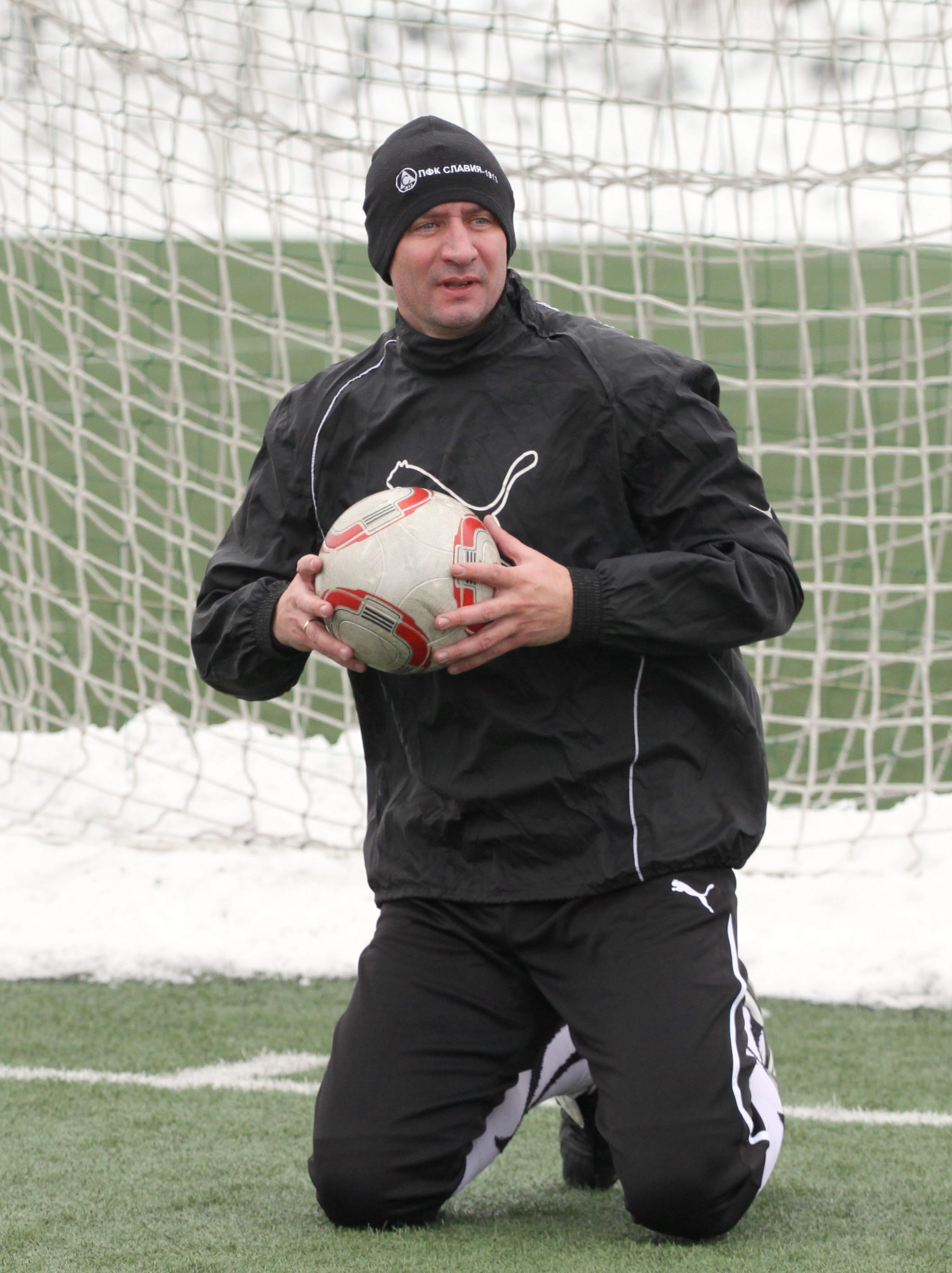
Kushev em treino do Slavia, último clube de sua carreia como jogador. Hoje é técnico da equipe.

Pouco tempo depois de parar de jogar, Kushev foi anunciado como novo comandante do Slavia Sófia, sucedendo Emil Velev.

## Ligações Externas
- Perfil em LevskiSofia.info (em inglês)